# Straße in Delft
„Straße in Delft“ ist ein Ölgemälde des holländischen Malers Jan Vermeer. Es ist eine von zwei Stadtansichten, die von Vermeer bekannt sind. Sie entstand ca. 1658–1660, ist 54,3 Zentimeter hoch und 44 Zentimeter breit. Das Bild gehört heute zur Sammlung des Rijksmuseums in Amsterdam und wird dort neben drei anderen Werken Vermeers ausgestellt.

## Name
Das Gemälde heißt auf Niederländisch „Gezicht op huizen in Delft“ (deutsch „Ansicht von Häusern in Delft“); dies ist auch der älteste überlieferte Name. Bekannter ist es als „Het straatje“ („das Sträßchen“). Auf Deutsch ist der Name „Straße in Delft“ üblich. Die Übersetzung „kleine Straße“ ist irreführend, denn weder die abgebildete Straße noch die Gebäude sind für damalige Verhältnisse klein.

## Bildbeschreibung
Im Vordergrund ist eine Straße zu sehen, deren Kopfsteinpflaster mit wellenförmigen Pinselstrichen angedeutet ist. An dieser Straße steht in der rechten Bildhälfte ein mehrstöckiges Haus in Frontalansicht. Es hat eine zum Teil beschädigte Backsteinfassade mit einem Staffelgiebel mit Einschnitten. Ausbesserungen und Maueranker lassen darauf schließen, dass das Haus bereits alt ist und im Mittelalter gebaut wurde, wahrscheinlich vor dem großen Stadtbrand von 1536 und dem Delfter Donnerschlag von 1654. Die untere Etage ist sehr hoch, was gegen ein privates Wohnhaus spricht. Die Fassade leitet links in niedriger Höhe zum Anbau oder Nachbarhaus über. Dazwischen sind zwei Eingänge in Höfe und im Hintergrund weitere Gebäude zu sehen.
Die meisten Fensterläden des großen Hauses sind geschlossen, nur durch die geöffnete Tür erhält der Betrachter einen Blick ins Innere. In der Türöffnung sitzt eine Frau, die mit Handarbeiten beschäftigt ist. Vor dem Haus knien zwei Personen, deren Gesichter nicht zu sehen sind. Es könnten Kinder sein; was sie tun, ist nicht zu erkennen. Durch den offenen, mit Balken gestützten Durchgang zum Hof ist eine weitere Frau zu sehen, möglicherweise eine Magd, die sich über einen Waschtrog beugt. Von dort fließt Wasser zur Straße ab und weiter auf den Betrachter zu, was auf die Lage an einer Gracht hindeutet.
Die vier Figuren stehen untereinander in keinem erzählerischen Zusammenhang. Auch dadurch wirkt das Bild besonders ruhig. Es wirkt durch die präzise Technik Vermeers, die Perspektive und die gewählten Farben sehr realistisch.

## Lage in Delft

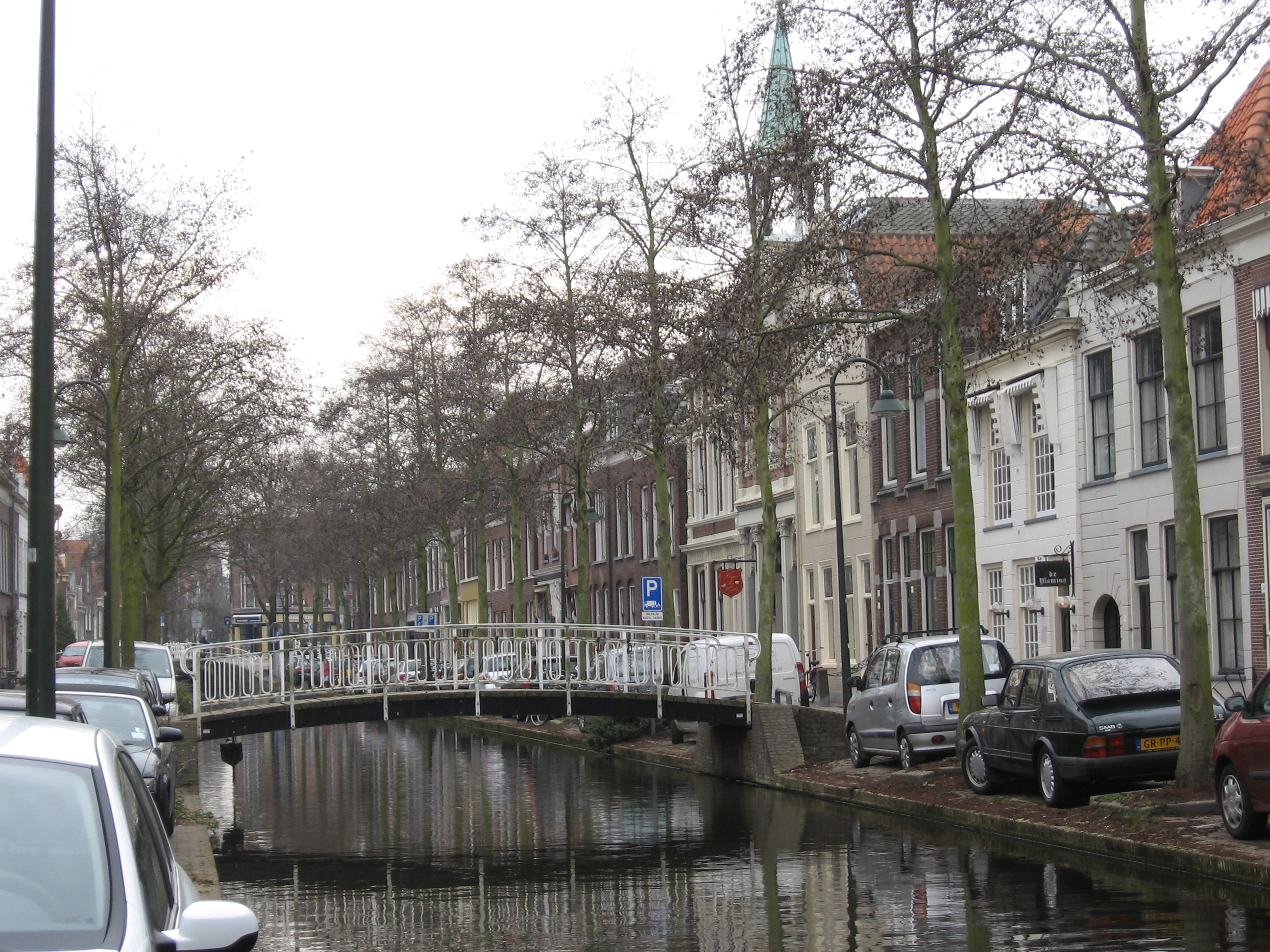
Vlamingstraat in Delft

Die Lage der dargestellten Straße ist seit langem Thema der Forschung und bis heute umstritten. Meist wurde eine Lage an der Voldersgracht in Delft hinter Vermeers Geburtshaus angenommen. Hierher wurde wenig später der Sitz der Lukasgilde errichtet, der Vermeer angehörte. Ende des 20. Jahrhunderts wurden Hinweise auf die Delfter Straße Nieuwe Langendijk Nr. 22–26 gefunden. Eine Recherche auf Basis eines Delfter Registers mit genauen Breiten aller Grachtenhäuser zur Zeit Vermeers führte 2015 zur Vlamingstraat. Dort soll die Ansicht mit den heutigen Hausnummern 40 und 42 übereinstimmen, und das Haus auf der rechten Seite soll Vermeers Tante gehört haben, die Pansen verkaufte („Penspoort“, Pansentor). Diese These wird seit 2015 vom Rijksmuseum vehement vertreten, von anderen Wissenschaftlern aber angezweifelt. Denkbar ist auch, dass das Gemälde aus Motiven verschiedener Orte zusammengesetzt ist.

## Provenienz
Zu Beginn des 20. Jahrhunderts befand sich das Gemälde in der nach dem Kunstsammler Jan Six benannten Collectie Six. Die Erben von Six forderten eine Million Gulden für das Werk. Schließlich erwarb Henri W. A. Deterding 1921 das Bild für 625.000 Gulden aus der Sammlung und schenkte es dem niederländischen Staat. Auf Deterdings Verfügung hin wird das Bild im Rijksmuseum Amsterdam ausgestellt.